# 10034 Бірлан
10034 Бірлан (10034 Birlan) — астероїд головного поясу, відкритий 30 грудня 1981 року.
Тіссеранів параметр щодо Юпітера — 3,365.